# Ralph de Mortimer (Adliger, † 1246)

Wappen der Familie Mortimer

Ralph de Mortimer (auch Ralph II de Mortimer) (* um 1185 oder um 1190; † 6. August 1246) war ein anglonormannischer Adliger.

## Herkunft und Erbe
Ralph de Mortimer entstammte der anglonormannischen Familie Mortimer. Er war der zweite Sohn von Roger de Mortimer und von dessen Frau Isabell de Ferrers. Als junger Ritter nahm er auf der Seite der königlichen Partei an den Kämpfen des Ersten Kriegs der Barone teil. Nach dem kinderlosen Tod seines älteren Bruders Hugh de Mortimer 1227 erbte er die umfangreichen Familienbesitzungen in England und in den Welsh Marches.

## Kampf gegen die Waliser in Mittelwales
Wie sein Bruder Hugh musste auch Ralph im Kampf um die Vorherrschaft in Mittelwales zunächst die Überlegenheit von Llywelyn ab Iorwerth, dem Fürsten von Gwynedd anerkennen. Wohl vor allem deshalb heiratete er vermutlich im Juni 1230 Gwladus Ddu, eine Tochter von Llywelyn. Sie war die Witwe des Marcher Lords Reginald de Briouze. Mit dieser Heirat setzte Llywelyn seine erfolgreiche Heiratspolitik fort, während Ralph von seinem Schwiegervater die umstrittenen Güter Knighton und Norton erhielt. Erst nach dem Tod seines Schwiegervaters 1240 ergriff Ralph de Mortimer wieder die militärische Initiative. Nachdem König Heinrich III. 1241 in einem Feldzug Llywelyns Erbe Dafydd unterwerfen konnte, eroberte Mortimer im Sommer 1241  Maelienydd und zerschlug die walisische Herrschaft in Gwrtheyrnion. Seine Eroberungen sicherte er unter anderem mit dem Bau von Cefnllys Castle. Nach dem Tod von Fürst Dafydd im Februar 1246 akzeptierte Llywelyn ap Gruffydd, ein Enkel von Fürst Llywelyn, in einem Abkommen die Vorherrschaft von Mortimer in Mittelwales.
Nach seinem Tod wurde Mortimer in der Familienstiftung Wigmore Abbey beigesetzt. Die Chronik von Wigmore Abbey charakterisierte ihn als energischen und kriegerischen Mann.

## Nachkommen und Erbe
Aus seiner Ehe mit Gwladus Ddu hatte Mortimer mindestens drei Söhne:
- Roger III de Mortimer (1231–1282)
- Peter Mortimer
- Hugh Mortimer († vor 1274), Lord of Chelmarsh

Sein Haupterbe wurde sein ältester Sohn Roger. Dieser musste, als er volljährig wurde, für sein Erbe eine stattliche Gebühr von 2000 Mark an die Krone zahlen.